# Lothar Niggeloh
Lothar Niggeloh (né le 31 juillet 1939 à Gevelsberg et mort le 26 septembre 2012 dans la même ville) est un homme politique allemand et membre du Landtag de Rhénanie-du-Nord-Westphalie (SPD).

## Biographie
Après avoir étudié à l'école primaire, Niggeloh termine un apprentissage de monteur de machines et exerce ensuite cette profession. De 1980 à 1990, il est président du comité d'entreprise.
Depuis 1979, il est membre du SPD. Il est présent dans de nombreux organes du parti. Il est également membre d'IG Metall et du Arbeiterwohlfahrt.

## Parlementaire
Du 31 mai 1990 au 2 juin 2005 Niggeloh est membre du Landtag de Rhénanie-du-Nord-Westphalie en représentant la 121e circonscription Arrondissement d'Ennepe-Ruhr I.
Il est membre du conseil municipal de Gevelsberg de 1984 à 1994.